# يان بروين
يان بروين (بالهولندية: Jan Bruin)‏ هو لاعب كرة قدم هولندي، ولد في 30 سبتمبر 1969 في Hollum ‏ في هولندا. لعب مع بي إي سي زفوله ونادي فولندام ونادي كامبور.

## وصلات خارجية
- يان بروين على موقع قاعدة بيانات كرة القدم.إي يو (الإنجليزية)